# Saison des tempêtes hivernales en Europe de 2021-2022
La saison des tempêtes hivernales en Europe de 2021-2022 désigne l'apparition de cyclones extratropicaux et subtropicaux en Europe. La majeure partie de ces phénomènes météorologiques se déroule entre septembre 2021 et mars 2022.

## Noms des tempêtes

Groupes définis par EUMETNET :
Groupe « Europe occidentale » : IE, GB, NL
Groupe « Europe du sud-ouest » : PT, ES, FR, BE, LU
Groupe « Europe du nord » : DK, NO, SE
Groupe « Europe centrale » : CH, DE, AT, CZ, PL, SK, HU
Groupe « Méditerranée centrale » : IT, MT, SI, HR, BA, ME, MK
Groupe « Europe du nord-est » : FI, EE, LV, LT
Groupe « Europe orientale » : RS, RO, BG, MD
Groupe « Méditerranée orientale » : GR, CY, IL

Il y a un accord formel pour donner des noms qui soient supervisés par les services météorologiques en Irlande (Met Éireann), au Royaume-Uni (Met Office), en France (Météo-France), en Espagne (AEMet), au Portugal (IPMA), en Belgique (IRM) et au Luxembourg. Lorsqu'une tempête affecte d'abord l'Irlande ou la Grande-Bretagne, c'est le nom choisi dans la liste de ces services météorologiques qui sera retenu et vice-versa pour celles qui affectent d'abord le continent.
Les pays nordiques, comme le Danemark, la Norvège et la Suède, nomment également des tempêtes avec un échange réciproque plus limité. D'autres nations peuvent également nommer des tempêtes soit par l'intermédiaire de leurs institutions météorologiques nationales, soit par le biais des populations (le noms des ex-ouragans qui affectent l'Europe est de ceux-là). C'est le cas depuis la saison 2021-2022 pour le groupe Chypre, Grèce et Israël qui collabore dans leur région commune. Depuis le 28 octobre 2021, le service météorologique de l'armée de l'air italienne a aussi commencé à nommer les perturbations ou tempêtes cycloniques les plus intenses affectant l'Italie en conjonction avec la Slovénie, la Croatie, la Macédoine du Nord, le Monténégro et Malte.
En 2015, EUMETNET, l'organisation intergouvernementale européenne qui vise à garantir et faciliter la coopération entre les services météorologiques et hydrologiques nationaux d'Europe, a mis en place le projet « Storm naming » pour coordonner tous ces systèmes. L'Europe a été divisée en différents groupes de nations et une fois qu'une tempête est nommée par un service météorologique national appartenant à un autre groupe européen, son nom est retenu si le phénomène se déplace sur un autre groupe.
En plus de ces systèmes de dénomination, l’université libre de Berlin nomme également les anticyclones et dépressions par le biais de son programme « Adoptez un vortex ». À partir de l'automne 2021, l'ULB inclut dans ses cartes les noms données par d'autres organismes européens de EUMETNET en remplaçant son propre nom par « int. ... ».

### Irlande, Royaume-Uni et Pays-Bas
| Noms pour le groupe : Irlande / Royaume-Uni / Pays-Bas         | Noms pour le groupe : Irlande / Royaume-Uni / Pays-Bas | Noms pour le groupe : Irlande / Royaume-Uni / Pays-Bas    |
| -------------------------------------------------------------- | ------------------------------------------------------ | --------------------------------------------------------- |
| - Arwen - Barra - Corrie - Dudley - Eunice - Franklin - Gladys | - Herman - Imani - Jack - Kim - Logan - Méabh - Nasim  | - Olwen - Pól - Ruby - Seán - Tineke - Virgil - Willemien |

Légende :
- en gras, les noms déjà attribués (p. ex. Arwen) ;
- sinon, les noms définis restant à attribuer (p. ex. Willemien).

### France, Espagne, Portugal, Belgique et Luxembourg
C'est la quatrième année que les agences météorologiques de France, d'Espagne et du Portugal nomment des tempêtes qui affectent leurs régions. Ce schéma de noms recoupe partiellement celui utilisé par le Royaume-Uni et l'Irlande, car les tempêtes désignées par l'autre groupe d'agences seront utilisées réciproquement. En 2021, la Belgique et le Luxembourg se sont ajoutés au groupe.
| Noms pour le groupe : France / Espagne / Portugal / Belgique, | Noms pour le groupe : France / Espagne / Portugal / Belgique,          | Noms pour le groupe : France / Espagne / Portugal / Belgique, |
| ------------------------------------------------------------- | ---------------------------------------------------------------------- | ------------------------------------------------------------- |
| - Aurore - Blas - Celia - Diego - Evelyn - Fabio - Georgia    | - Hans - Isabel - Jean-Louis - Konstantina - Lucas - Marjane - Nicolai | - Odalys - Paris - Rada - Stefano - Taimi - Vladimir - Walis  |

Légende :
- en gras, les noms déjà attribués (p. ex. Aurore) ;
- sinon, les noms définis restant à attribuer (p. ex. Walis).

### Groupe «Méditerranée orientale»
C'est la première saison que le groupe « Méditerranée orientale » existe. Ce groupe comprend les agences météorologiques de Grèce (SMNH – ΕΜΥ), de Chypre (DoM(en) – ΤΜ(el)) et d'Israël (SMI) qui nomment en commun les tempêtes qui affectent leurs régions. Lorsqu'un phénomène météorologique n'est pas local mais affecte les trois états, ils le nomment ensemble laissant la possibilité d'autres noms pour les systèmes locaux.
| Noms pour le groupe « Méditerranée orientale » : Grèce / Chypre / Israël,                                                                     | Noms pour le groupe « Méditerranée orientale » : Grèce / Chypre / Israël, | Noms pour le groupe « Méditerranée orientale » : Grèce / Chypre / Israël, |
| --- | ------------------------------------------------------------------------- | ------------------------------------------------------------------------- |
| - Athina (Αθηνα) - Ballos (Μπάλος) - Carmel (Καρμέλ) - Diomedes (Διομήδης) - Elpis (Ελπίς) - Filippos (Φίλιππος) - Genesis (Γένεσις) - Helios | - Irit - Kalypso - Lavi - Meliti - Nikias - Ora - Paris - Raphael         | - Semeli - Thomas - Urania - Vion - Xenios - Yasmin - Zefyros             |

Légende :
- en gras, les noms déjà attribués (p. ex. Athina) ;
- sinon, les noms définis restant à attribuer (p. ex. Zefyros).

### Groupe «Méditerranée centrale»
C'est la première saison que le groupe « Méditerranée centrale » existe. Il est constitué des agences météorologiques d'Italie (Servizio Meteorologico dell'Aeronautica Militare – MeteoAM), de Slovénie (Slovenský hydrometeorologický ústav – SHMÚ), de Croatie (Državni hidrometeorološki zavod – DHMZ), de Macédoine du Nord (Управа за хидрометеоролошки работи – УХМР / UHMR), du Monténégro (Zavod za hidrometeorologiju i seizmologiju – ZHMS / IHMS) et de Malte (Meteorological Office Malta International Airport – Malta Met Office). Comme pour les autres groupes, le premier pays affecté attribue le premier nom libre de la liste, les autres pays utilisent alors tous ce même nom attribué.
| Noms pour le groupe « Méditerranée centrale » : Italie / Slovénie / Croatie / Macédoine du Nord / Monténégro / Malte | Noms pour le groupe « Méditerranée centrale » : Italie / Slovénie / Croatie / Macédoine du Nord / Monténégro / Malte | Noms pour le groupe « Méditerranée centrale » : Italie / Slovénie / Croatie / Macédoine du Nord / Monténégro / Malte |
| --- | --- | --- |
| - Apollo - Bianca - Ciril - Diana - Enea - Fedra - Goran                                                             | - Hera - Ivan - Lina - Marco - Nada - Ole - Pandora                                                                  | - Remo - Sandra - Teodor - Ursula - Vito - Zora                                                                      |

Légende :
- en gras, les noms déjà attribués (p. ex. Apollo) ;
- sinon, les noms définis restant à attribuer (p. ex. Zora).

## Chronologie
- Légende (du nord au sud ; d'ouest en est) :
- Ex-cyclone tropical
- Groupe « Europe occidentale » :  Irlande,  Royaume-Uni,  Pays-Bas
- Groupe « Europe du sud-ouest » :  Portugal,  Espagne,  France,  Belgique ,  Luxembourg
- Groupe « Europe du nord » :  Danemark,  Norvège,  Suède
- Groupe « Europe centrale » :  Suisse,  Allemagne,  Autriche,  République tchèque,  Pologne,  Slovaquie,  Hongrie
- Groupe « Méditerranée centrale » :  Italie,  Slovénie,  Croatie,  Bosnie-Herzégovine,  Monténégro,  Slovaquie
- Groupe « Europe du nord-est » :  Finlande,  Estonie,  Lettonie,  Lituanie
- Groupe « Europe orientale » :  Serbie,  Roumanie,  Bulgarie,  Moldavie
- Groupe « Méditerranée orientale » :  Grèce,  Chypre,  Israël
- Autres

## Tempêtes majeures

### TempêteAthina

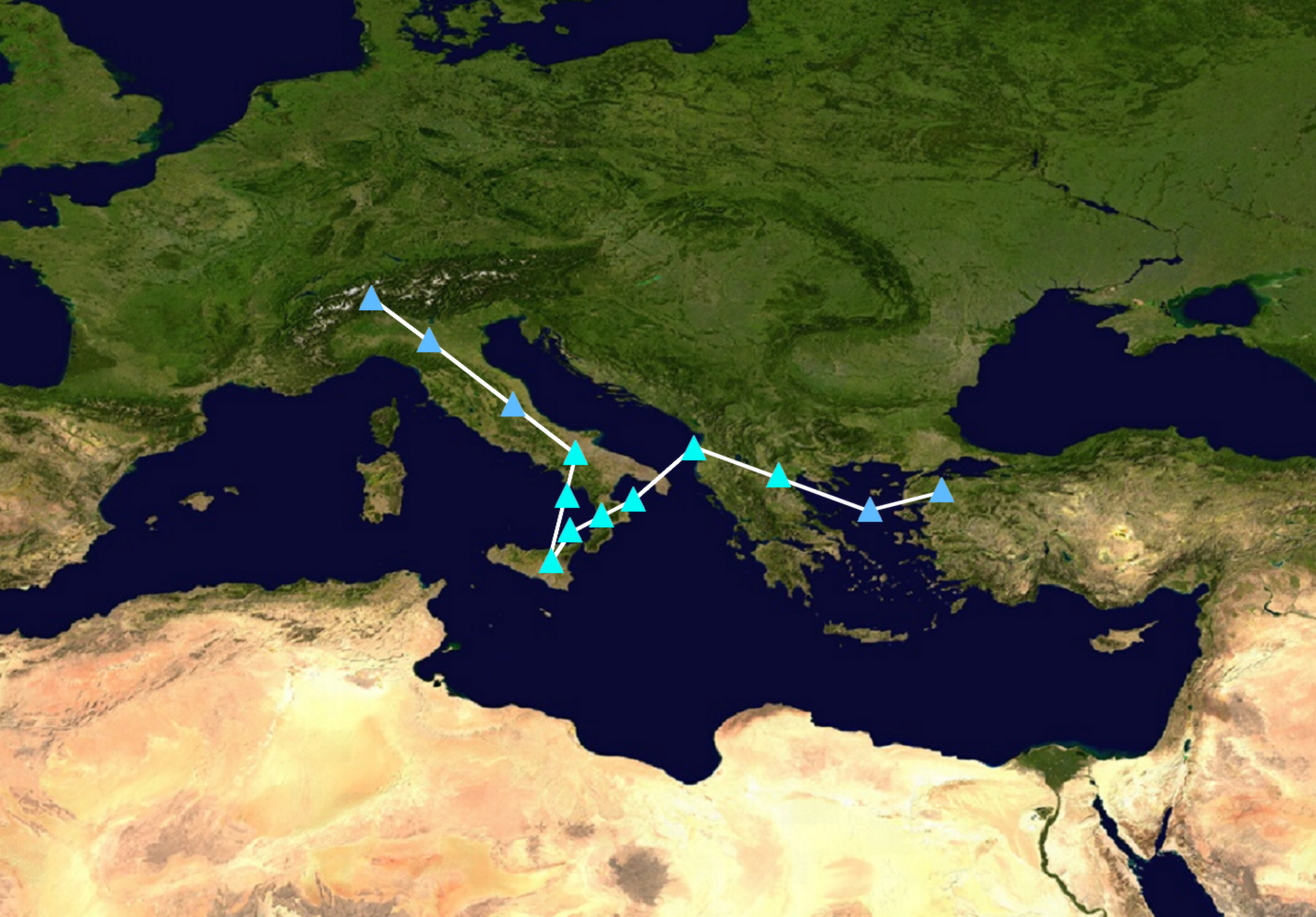
Trajectoire d’Athina.

Une dépression s'est formée le 4 octobre dans l'ouest de la Méditerranée et fut nommée Christina par l'université libre de Berlin. Elle fut nommée Athina (Αθηνα) le 6 par les services météorologiques grecs et s'est intensifiée en arrivant dans le sud de l'Italie le 8 octobre,. Le système est passé en suite dans la mer Ionienne avant de se dissiper le 9 dans la mer Égée.
Dans le centre de l'Italie, Athina  a provoqué des précipitations records en Ligurie avec 496 mm à Savone en seulement six heures, battant le record de 472 mm de novembre 2011. Les routes principales de l'île de Corfou se sont transformées en rivières, les sous-sols ont été inondés, des pannes de courant se sont produites, de petits glissements de terrain ont eu lieu et des interventions des pompiers ont été nécessaires avec les pluies du front orageux précédant le système.

### TempêteBallos

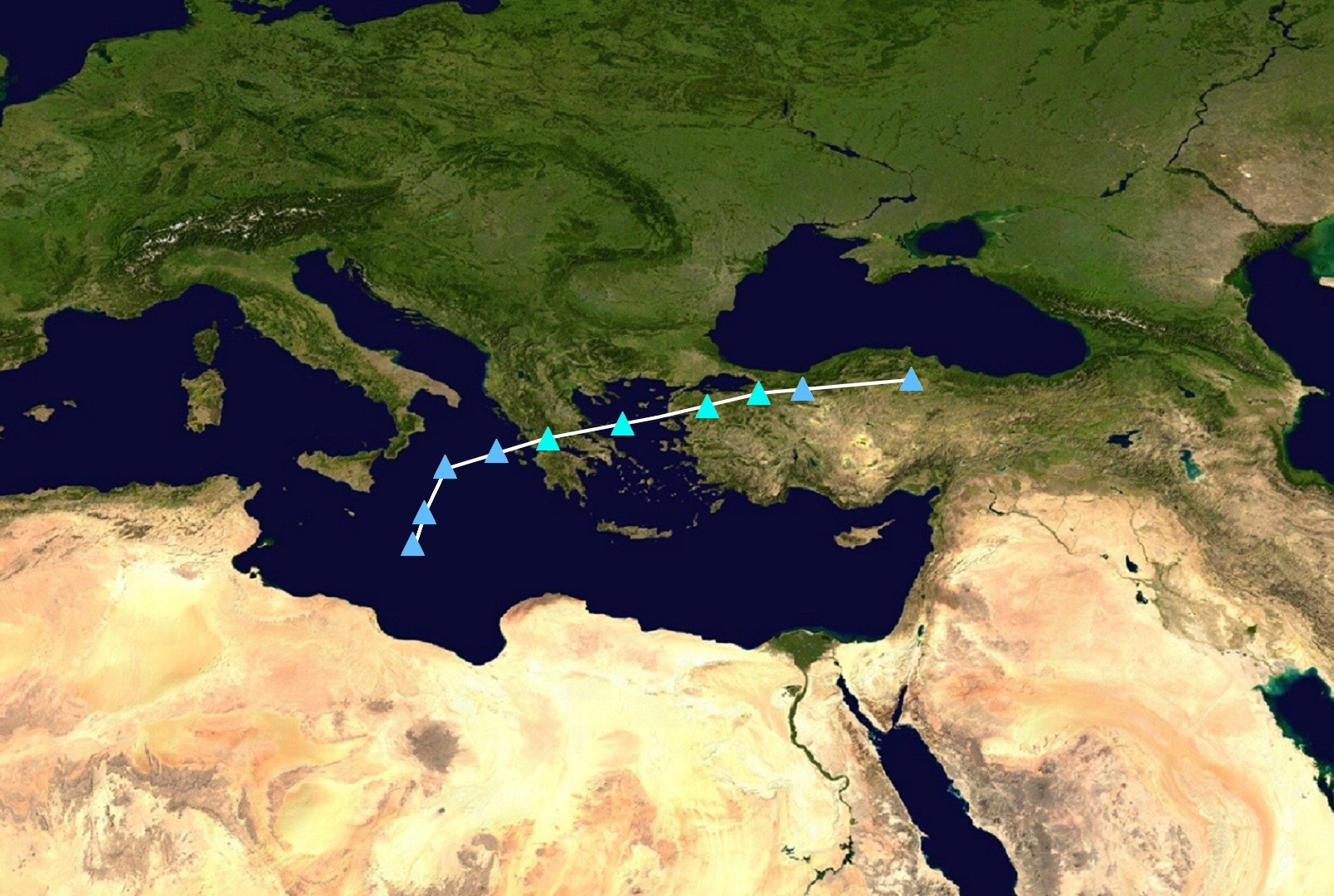
Trajectoire de Ballos.

La tempête Ballos a été nommée par le Service météorologique national hellénique le 13 octobre alors qu'elle se formait au sud-est de Sicile. Elle a traversé le sud de la Grèce les 14 et 15 octobre et s'est dissipée le 16 en touchant la Turquie,,.
De fortes pluies orageuses ont causé des inondations à Athènes, sur l'Attique et sur certaines des îles comme Corfou, Rhodes, Kos et la Crète le 15 octobre. Il est tombé dans de nombreux endroits autant d'eau qu'il pleut en moyenne en un mois. Météo-France rapportait qu'en 24 heures il est tombé 139,7 mm à Corfou et près de 80 mm dans plusieurs stations autour d’Athènes, alors que 197,2 mm est tombé en 36 heures à Amaliada.
Les inondations ont transformé les rues en rivières, emporté des centaines de voitures et provoqué des coupures de courant dans plusieurs quartiers de la capitale. Les pompiers ont dû se déplacer plus de 1 400 fois, selon la défense civile, pour sauver des personnes et pomper l'eau des maisons inondées. Sur l'île d'Eubée un agriculteur de 70 ans est mort dans les inondations.
Outre la Grèce, certaines parties de l'Italie et de la Turquie furent touchées. La pluie s'est aussi changée en neige dans les secteurs plus au nord et montagneux comme la Macédoine.

### TempêteAurore
Une tempête, nommée Hendrik par l'université libre de Berlin dès le 16 octobre, s'est développée sur le nord de l'océan Atlantique. Le 19 octobre, une dépression secondaire s'est formée dans un creux barométrique rattaché à Hendrik. Le 20 octobre, Météo-France a annoncé que la dépression se creusait au sud de l’Irlande, lui attribuant le nom Aurore, le premier nom de la liste du groupe Sud-Ouest (PT - ES - FR - BE - LU). Une vigilance orange pour le vent a été émise par les services météorologiques de l’ouest du continent européen, et même rouge pour certaines régions du sud et de l'est de l'Allemagne,. Le système, qui a pris naissance au large de l'Europe, est passé en Manche, près des côtes hollandaises et allemandes, alors qu'il fusionnait avec Hendrik sur l'ouest de l'Europe. Par la suite, la tempête est passée au sud de la Suède, en Finlande et s'est retrouvée dans le nord de la Russie le 22 octobre avant de disparaître dans le nord de la Sibérie le lendemain,. La pression minimale d’Aurore a été enregistrée tôt en matinée du 22 octobre en Finlande à Tampere Harmala à 962,4 hPa,.
Aurore/Hendrik a apporté des rafales généralisées de 100 à 120 km/h du nord de la France à l'est de l'Allemagne et causé au moins deux tornades aux Pays-Bas (dont une à Zelhem). En France, la tempête a fait des dégâts entre la nuit du 20 au 21 octobre avec plus de 250 000 foyers privés d’électricité et perturbant la circulation des trains, principalement en Normandie en raison des vents violents atteignant 175 km/h sur la côte à Fécamp, ainsi que 150 km/h au Havre, dans les terres. En Bretagne, les vents ont soufflé jusqu'à 140 km/h et trois possibles tornades ont été signalées : à Plozévet et Riec-sur-Bélon dans le Finistère, ainsi qu’à Kernascléden dans le Morbihan. Plus à l'est, les vents ont soufflé jusqu'à 122 km/h à Rouen, 109 km/h à Paris, 121 km/h à Chouilly, 127 km/h à Villette et 124 km/h à Vagney,. Environ 3 000 techniciens étaient sur le terrain pour les réparations du réseau électrique et la force d’intervention rapide de la filiale d’ÉDF a été déclenchée.
En Allemagne, un navire de passagers a été légèrement endommagé après avoir heurté un pont sur la Moselle, près de Coblence, et un conducteur de train est mort de la chute d'un arbre en voulant dégager la voie à Templin. Une tornade a été observée près de Kiel. Dans le pays, les vents ont atteint jusqu'à 166 km/h en altitude au Feldberg, 133 km/h à Weinbiet, 119 km/h à Dresde, 111 km/h à Leipzig, 109 km/h à Chemnitz et Erfurt et 105 km/h à Francfort. En République tchèque, les éléments ont provoqué une coupure de courant pour 270 000 foyers et renversé nombre arbres sur les routes et voies ferrées, perturbant les transports. Le vent a aussi endommagé des toits et des poteaux. La compagnie aérienne néerlandaise KLM a dû annuler plus de soixante vols.
Au Royaume-Uni, pluie et vents ont affecté le pays dans la soirée du 20 octobre. Les intempéries ont causé un décès et 4 blessés quand une voiture a fait une sortie de route à East Grinstead. Le vent a soufflé jusqu'à 124 km/h à l'aéroport de Jersey. Les pluies torrentielles ont causé un glissement de terrain en banlieue de Londres à Greenhithe.
Aurore a fait quatre morts en Pologne et a causé d’importants dégâts en Allemagne, aux Pays-Bas et en République tchèque. Les décès polonais sont survenus à cause des vents en Basse-Silésie : l'une des victimes a été tuée lorsqu’une camionnette a effectué une sortie de route, un ouvrier est mort dans l’effondrement du mur d’une maison en construction et deux ont été écrasées par la chute d'un arbre sur leur voiture. Des vidéos montrent des toits endommagés et autres dégâts dans ces pays.

### Cyclone subtropicalApollo
Vers le 22 octobre, une zone orageuse organisée s'est formée près des îles Baléares. Après développement d'un centre dépressionnaire vers le 24 octobre, une dépression est apparue le lendemain sur la mer Tyrrhénienne. Le 28 octobre, le système s'est intensifié en cyclone subtropical méditerranéen, ce qui a incité le Service météorologique italien à lui donner le nom Apollo, nom adopté également par l'université libre de Berlin. De son côté, le Service météorologique grec a nommé la tempête Nearchus (Néarque compagnon d'Alexandre le Grand). La protection civile italienne met l'Est de la Sicile en alerte rouge pour le 29 octobre, le reste de l'île et la Calabre sont en alerte orange et jaune.
Le 29 octobre, un navire en mer Méditerranée a traversé Apollo et a mesuré une vitesse de vent maximale de 104 km/h et une pression de 999,4 hPa, indiquant qu'il se renforçait encore. Après son passage le plus proche de la Sicile durant la nuit du 29 au 30 octobre, Apollo a commencé à s'affaiblir alors que ses orages diminuaient et que sa circulation de surface devenait exposée sur les images visibles satellitaires le 30. Il dériva ensuite vers le sud-est et a atteint la côte libyenne près de El Beïda le lendemain. Le 1er novembre, Apollo est passé au nord la côte égyptienne à l'est de la Crète tout en se dissipant.
Les fortes pluies du cyclone et de son précurseur ont provoqué des inondations en Tunisie, en Algérie, dans le Sud de l'Italie et à Malte, tuant 5 personnes et laissant 2 autres disparus,,. L'inondation fut particulièrement sévère dans les provinces de Catane et Syracuse, en Sicile orientale,. Il est tombé 300 mm de pluies en 24 heures à Catane, submergeant la place centrale de la ville, l'urgence de l’hôpital Garibaldi-Nesima ainsi le palais de justice. Ailleurs, il est tombé entre minuit et midi le 29, 245 mm à Cassibile, 135 mm à Syracuse et 110 mm à Augusta.

### TempêteBlas
Le 5 novembre l'Agence météorologique espagnole (AEMET) a commencé à suivre une dépression près des îles Baléares et l'a nommé Blas. Une alerte orange a été émise pour ces îles, pour des phénomènes côtiers et de la pluie. Le nord de la Catalogne a été déclaré zone orange, alors que des vents violents soufflaient à l’intérieur des terres de la Navarre espagnole et de l’Aragon. Météo-France a aussi émis une vigilance jaune pour l'Aude et les Pyrénées-Orientales pour le vent, ainsi que la Corse pour la pluie.
Alors que la dépression coupée, avec goutte froide, faisait du surplace entre la Sardaigne et les Baléares le 8 novembre, AEMET et Météo-France prédisaient un renforcement pour les deux jours suivants et maintenaient leurs alertes,. À 0 h UTC le 11, le système était de nouveau tout près de Baléares. Selon certains analystes, le système est alors devenu un cyclone subtropical méditerranéen mais AEMET n'a pas confirmé,,. Les 12 et 13 novembre, Blas a dérivé vers la côte algérienne, entre les Baléares et la Sardaigne, en s'affaiblissant. À 0 h UTC le 14, elle passait au sud de la Sardaigne et s'est dissipée près de la côte centrale de l'Italie le lendemain,.
Le 6 novembre, des rafales de 75 km/h ont été enregistrées à Es Mercadal et de 95 km/h au phare de Capdepera dans les îles Baléares où des vagues de 8 mètres ont frappé la côte,,. Minorque fut coupée du monde après la fermeture des ports de Mahon et Ciutadella. Les 9 et 10 novembre, Blas a de nouveau donné des vents violents et de la pluie abondante aux Baléares, causant au moins 36 incidents, surtout des inondations, des glissements de terrain et des coupure de courant électrique. Un membre d'équipage a dû être secouru après que le mât de son voilier se soit cassé, laissant le bateau dériver à 80 km à l'ouest de Soller
Le 11 novembre, AEMET rapportait qu'il était tombé plus de 350 mm de pluie sur la Serra de Tramuntana, Majorque, et que plus d'une centaine d'incidents avait été rapportés Les réservoirs Cúber et Gorg Blau dans la région menaçaient de déborder. Les rafales enregistrées ont atteint 92 km/h à Bunyola et 65 km/h à Palma.
Le 5 novembre, une trombe marine a été rapportée à Melilla, enclave espagnole sur la côte du Maroc, et de la grêle a été signalée le lendemain. En France, des rafales de 140 km/h ont été notées le 7 novembre au cap Béar, ainsi que de 111 km/h à Leucate et de 100 km/h à Lézignan-Corbières.
La tempête a provoqué de très importantes intempéries sur les côtes algériennes avec une pluviométrie exceptionnelle. Le 9 novembre, un immeuble s'est effondré à Alger à la suite des pluies torrentielles sur la ville, causant le décès de trois personnes. Le 11 novembre, la forte pluie se poursuivant sur Alger a provoqué un autre glissement de terrain sur des habitations dans le quartier de Raïs Hamidou, causant le décès de trois autres personnes.
Du 8 au 11 novembre, les bandes orageuses de la tempête ont causé 3 décès en Sicile.

### TempêteArwen
Le 25 novembre à 0 h UTC, l'université libre de Berlin a nommé commencé à suivre une dépression entre le Groenland et l'Islande, la nommant Andreas. Le même jour, le Met Office a émis une rare alerte rouge pour les conditions météorologiques dangereuses dues au passage de la tempête extratropicale Andreas, qu'il renomma Arwen. Le bulletin mentionnait des quantités importantes de neige, de pluie et des vents violents sur une grande partie du territoire britannique. L'alerte était valable de l'après-midi jusqu'au lendemain matin principalement pour les zones côtières du nord-est de la Grande-Bretagne, où les rafales de vent peuvent dépasser 110 km/h. Selon le Met Office, le vent du nord devait provoquer une mer agitée avec des vagues exceptionnellement hautes. L'avertissement de neige abondante concernait les Highlands d'Écosse et le nord de l'Angleterre.
Entre le 25 et le 26, Arwen traversa le territoire britannique avant de se diriger vers le continent. L'AEMet d'Espagne a émis des avertissements pour une augmentation des précipitations et des chutes de neige dans la moitié nord de la péninsule ibérique dont les montagnes cantabriques, le nord de la Castille-et-León, le centre et le nord de la Navarre espagnole, le Pays Basque et les Pyrénées occidentales et centrales avec le passage du front froid d’Arwen. L'avertissant mentionnait qu'au-dessus de 600 m, il puisse y avoir des accumulations de neige d'environ 20 cm. En même temps, Météo-France mettait une bonne partie du pays en vigilance jaune pour le passage du front qui donnerait pluie et neige avec des accumulations de neige de 10 à 30 cm à plus de 500 m sur le Massif central et l'est de la France, ainsi que 40 à 80 cm dans les Pyrénées au-dessus de 800 mètres.
Le 27 novembre, Andreas/Arwen atteignit la côte du Benelux. Son front froid traversait l'Espagne et la France. Le lendemain, la tempête s'est divisée en deux avec la dépression principale (Andreas) traversant le nord de l'Europe et une autre, appelée Benedikt, se reformant sur la Méditerranée. Le 29 novembre 2021, Andreas/Arwen s'est dissipé alors que Benedikt passait au nord est de la Méditerranée.
À 17 h UTC le 26 novembre, Network Rail a fermé les voies ferrées au nord de Berwick-upon-Tweed et le London and North Eastern Railway (LNER) a cessé de faire circuler des trains au nord de Newcastle. First ScotRail a également supprimé des services entre Aberdeen, Perth et Inverness. Une panne de courant en Écosse a affecté plus de 100 000 personnes,. Les rafales ont atteint des vitesses de 98 mi/h (158 km/h) à Brizlee Wood dans le Northumberland et environ 120 camions se sont retrouvés coincés dans la neige sur la M62. Des dizaines de personnes ont été piégées sur la route et les pubs alors qu'il est tombé jusqu'à un mètre de neige à certains endroits comme dans les Yorkshire Dales à 528 m d'altitude.
Un homme de la ville d'Antrim, en Irlande du Nord, est décédé lorsqu'un arbre est tombé sur sa voiture. Un autre homme a été frappé et tué par un arbre en Cumbria. Deux autres sont morts dans l'effondrement d'un édifice à Blackpool.

### TempêteBarra
Le 5 décembre, une dépression s'est formée au large des côtes nord-américaines. L'université libre de Berlin l'a nommé Harry alors que sa pression centrale était de 1 010 hPa. Le Met Éireann a nommé ce système en développement Barra La tempête s'est déplacée vers le nord-est tout en s'intensifiant rapidement en s'approchant des îles Britanniques. Elle a atteint la côte irlandaise le matin du 7 décembre à 958 hPa après un creusement explosif de 55 hPa en 24 heures,. Elle traversé la pays puis la mer d'Irlande et l'Écosse avant d'atteindre la mer du Nord en mi-journée le 8 décembre tout en faiblissant. La tempête s'y est dissipée le lendemain et ses restes absorbés par une autre dépression venant de l'Islande,.
En Irlande, les classes, les transports et les services publics furent suspendus après que le Met Éireann ait émis des alertes rouges pour les comtés de Cork, Clare et Kerry et d'autres comtés ont été mis en alertes orange et jaune pour les vents violents, la pluie ou la neige,. Les pêcheurs et les riverains furent aussi avertis de l'onde de tempête qui frapperait sur les côtes. De nombreux biens publics et privés ont subi des dommages, principalement dus à la chute d'arbres. Au Royaume-Uni, l'administration des chemins de fer du pays de Galles a modifié les horaires de train alors que des rafales de vent de 110 km/h étaient attendues sur les régions côtières,. Une alerte météo jaune a été émise pour l'Irlande du Nord, l'Écosse et l'Angleterre pour les fortes rafales, la pluie et la neige. En France, Météo-France a placé le littoral atlantique, de la Manche et de la mer du Nord, en vigilance jaune. En raison de l'onde de tempête prévue et du risque de subversion marine de vagues allant jusqu’à 7 mètres au large du Finistère.
Le 7 décembre, des rafales de 115 à 133 km/h ont été enregistrée sur l'île Sherkin (ou Sverkin) et Mace Head a signalé une pression de 965 hPa selon le Met Éireann,,. Le phare du Fastnet a noté une rafale de 156 km/h à 8 h 2 UTC. La marée haute a causé des inondations dans le comté de Cork et le bris d'arbres. Le fleuve Lee a débordé, inondant les zones proches. Les régions de Cork et de Kerry ont été particulièrement frappées par des pannes de courant et au total ce sont plus de 59 000 clients qui ont perdu l'électricité à travers l'Irlande,. L'autoroute M8, de Dublin à Cork, a été endommagée. Un accident automobile dans le comté de Galway impliquant deux véhicules a fait un mort et deux blessés le 7 décembre en après-midi.
Au Royaume-Uni, des milliers de foyers et d'entreprises ont été privés d'électricité, les opérations ferroviaires ont été perturbées à cause des conditions météo et de la chute d'arbres sur les voies, des toits ont été soufflés et des conditions de blizzard ont été observées en Écosse rendant la route A82 impraticable. Selon le Met Office, les rafales ont atteint 138 km/h au Gwynedd (pays de Galles), le comté de Down en Irlande du Nord a signalé des vents de 122 km/h et Pembrey Sands, dans le comté de Dyfed, a rapporté 117 km/h. Une dame de 80 ans s'est noyée le 7 décembre dans la rivière Stour dans le Dorset après être tombée d'un pont pendant la tempête.
En France, le front froid associé à la tempête a donné de fortes pluies dans les Landes, causant un carambolage sur l’A63, perturbant le trafic ferroviaire  et inondant certaines routes le 8 décembre. Le système a aussi laissé de fortes quantités de pluie ou de neige dans les Pyrénées et l'est de la France, selon l'altitude,.
En Navarre espagnole, l'effondrement d'un maison de ferme a entraîné la mort d'une femme et un homme de 61 ans a également été porté disparu. Les inondations à Villava ont forcé 20 personnes à quitter leurs maisons. La rivière Arga a également débordé, coupant les services de transport et isolant certaines zones résidentielles. Pampelune, Lacunza et Zubieta ont également connu des problèmes d'inondation majeurs. Le fleuve Deba au Pays basque a débordé de ses rives, affectant un hôpital dans une ville tandis que des avertissements d'inondation étaient émis en Aragon et en Cantabrie. Selon l'Agencia Estatal de Meteorología (AEMET), le 8 décembre l’aéroport de Saint-Sébastien de Guipuscoa a signalé une rafale de vent de 143 km/h et Posada de Valdeón, province de León, a enregistré une quantité de pluie de 113,6 mm le lendemain,.

### TempêteCarmel
Une dépression, appelée Justus par l'Université libre de Berlin, est passée sur la Grèce le 12 décembre. Elle s'est défaite ensuite en arrivant sur l'est de la mer Méditerranée. En arrivant sur Rhodes, en direction de Chypre, le centre s'est réintensifiée en raison de l'instabilité causé par l'air froid venant d'Europe et la température plus chaude de la mer. Le 16 décembre, le Service météorologique national hellénique a nommée ce système tempête Carmel. Les services météo de Grèce d'Iraêl et de Chypre prévoyaient accumulations de précipitations importantes, pluie sauf la neige en altitude, et de forts vents jusqu'au 23 décembre. Carmel s'est finalement dissipé le 22 décembre.
En Israël, la tempête a laissé des accumulations record de pluie sur le centre et le nord du pays, faisant monter le niveau du lac de Tibériade de 200 mm à partir du 19 décembre. Sur 24 heures, il est entre autres tombé 25 mm à Tel Aviv, 75 mm à Safed et 96 mm à Amikam (près de Zikhron Yaakov). Il est aussi tombée 25 cm de neige sur le mont Hermon. Les vents atteignant 100 km/h ont abattu des arbres et des poteaux électriques, déclenchant des incendies et provoquant des inondations généralisées. Un homme blessé par la chute d’un arbre à Netanya fut hospitalisé dans un état grave. Deux sans-abri sont décédés dans la ville côtière de Bat Yam et un autre à Tel Aviv, d’une combinaison de consommation d’alcool et d’hypothermie. Un autre décès est dû à un accident de voiture provoqué par les pluies diluviennes.
En Grèce, Carmel apporta des températures basses, des vents violents et même des chutes de neige dans le centre et le sud du pays dès tôt le 18. Ainsi la neige a recouvert le nord-ouest de l'Attique, le mont Pélion, le mont Parnasse, le Péloponnèse, le Phthiotide et certaines parties de l’île d'Eubée au-dessus de 300 m d'altitude. À Chypre, la pluie abondante et les vents forts ont aussi causé des problèmes mineurs, la pluie produisant des conditions favorables à l'aquaplanage et le refroidissement de températures changeant la couche d'eau en glace par endroits.

### TempêteDiomedes
Une dépression, appelée Doreen par l'Université libre de Berlin, s'est formée dans la mer Ionienne le 10 janvier. Elle a été nommée Diomedes par le Service météorologique national hellénique le même jour. Le service prévenait de forts vents et des précipitations sous forme de pluie et neige suivi d'un refroidissement important. Le 14 janvier, la tempête avait fortement diminué d'intensité et se retrouvait entre Chypre et la côte du Liban où elle s'est dissipée.
La tempête a donné des chutes de neige importantes en montagnes et de fortes pluies au niveau de la mer en Grèce ce qui causé le débordement de certaines rivières Grèce. Ainsi, il est 340 mm de pluie en 16 heures à Portariá. Elle a donné aussi de forts vents de Borée vers la mer Adriatique et d'Étésien vers la mer Égée. Les navires dans les ports du Pirée, de Rafína et de Lávrio sont amarrés à la suite de vents forts pouvant atteindre 10 sur l'échelle de Beaufort. Les traversiers ont annulé les traversées prévues. Plusieurs routes du centre de la Macédoine (Imathie, Piérie et Chalcidique) furent fermées à la circulation à cause des précipitations,. Au moins un homme est mort et une femme est disparue dans les intempéries à Serrès en Macédoine.

### TempêteElpis
Le 20 janvier, un front froid traversa l'Europe et atteignit l'est de la mer Méditerranée le lendemain. Le long du front, une dépression s'est formée sur les îles grecques et qui fut nommée Elpis par le service météorologique national hellénique. La tempête s'est renforcée rapidement en se dirigeant vers la Turquie. Entrant sur le nord de ce pays, elle s'est rapidement affaiblie mais son front froid a continué vers Israël et le Liban. Une dépression secondaire s'est développée sur ce front qui a donnée pluie et neige sur le Moyen-Orient avant de se dissipier le 27 janvier. Les services météorologique ont émis des alertes concernant la neige, les basses températures et les vents forts dès le 20 janvier,.
En Grèce, Elpis laissée une épaisse couche de neige sur plusieurs villes et des températures inférieures au point de congélation. La neige s'est rapidement déposée sur l'Acropole et en ville à Athènes. Elle a même affecté les îles comme Santorin et Mykonos, un phénomène rarissime. Une trombe marine est entrée sur terre à Andros
À Istanbul en Turquie, trois personnes sont mortes et 18 ont été blessées lorsqu'un bus a dérapé sur la chaussée enneigée. Les universités et autres services publics furent fermés pendant deux jours et le Bosphore a été temporairement fermé en raison d'une visibilité réduite.
En Israël, la tempête a donné vents et précipitations. La pluie près du niveau de la mer s'est transformé en neige sur les hauteurs comme le Golan et la Galilée. Il est tombé jusqu'à 20 centimètres, en particulier à la station de ski du mont Hermon. Les écoles de Jérusalem et d'autres villes ont été fermée tôt le 26 alors que la capitale se préparait à la tempête. Le maire de Jérusalem, Moshe Lion, a demandé aux habitants d'éviter de se déplacer dans la ville pour faciliter l'enlèvement de la neige.

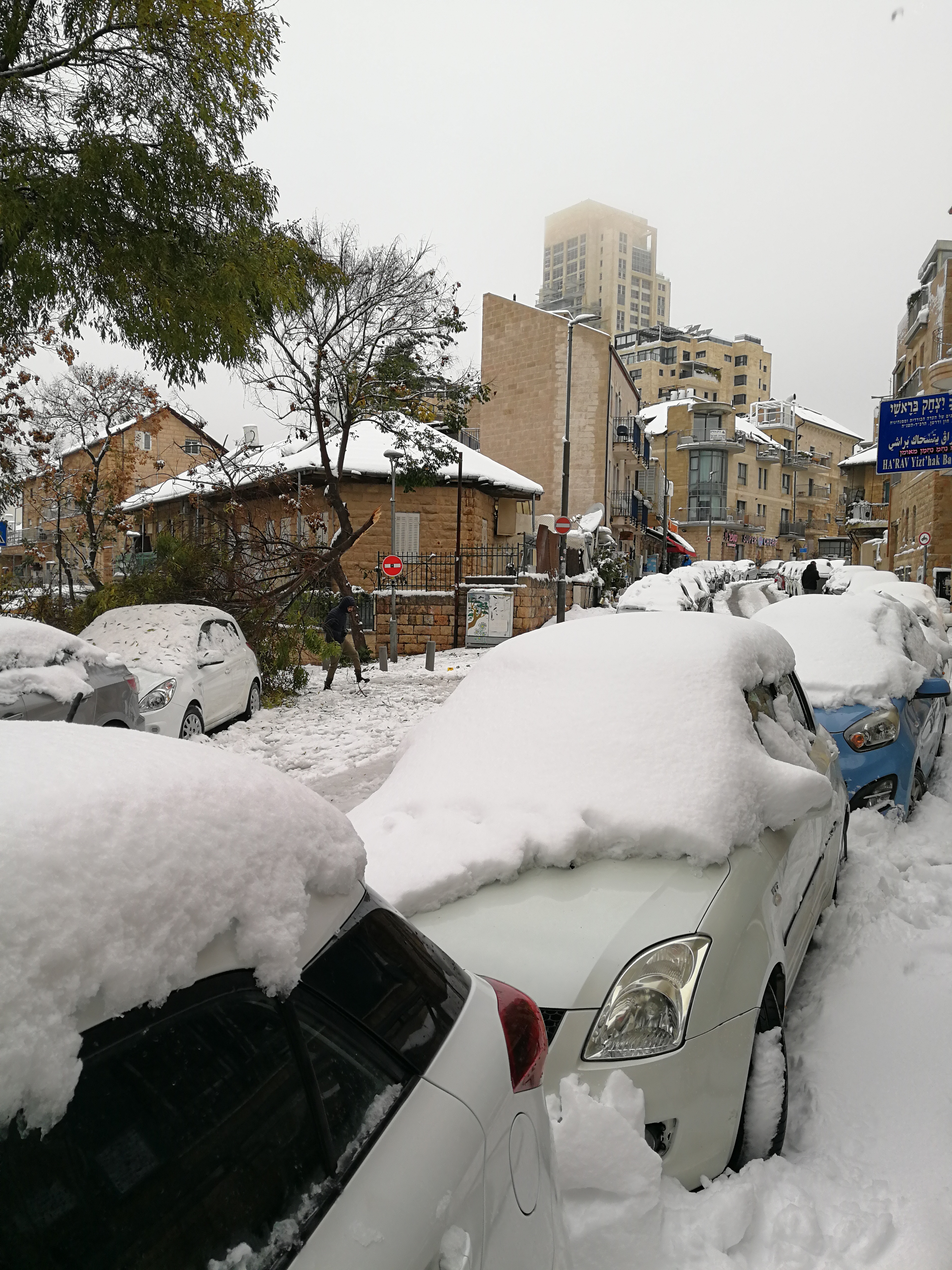
Jérusalem
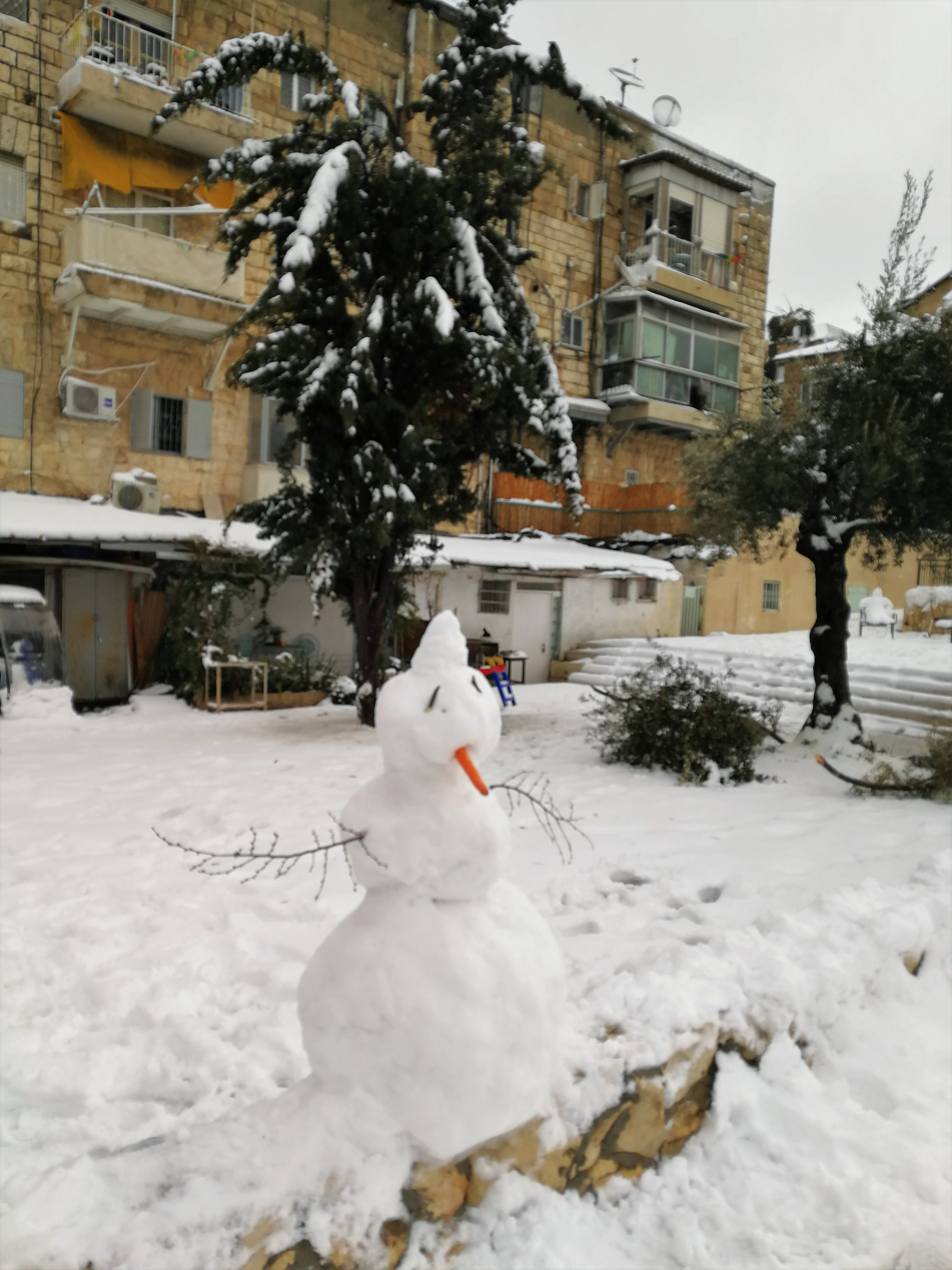
Jérusalem
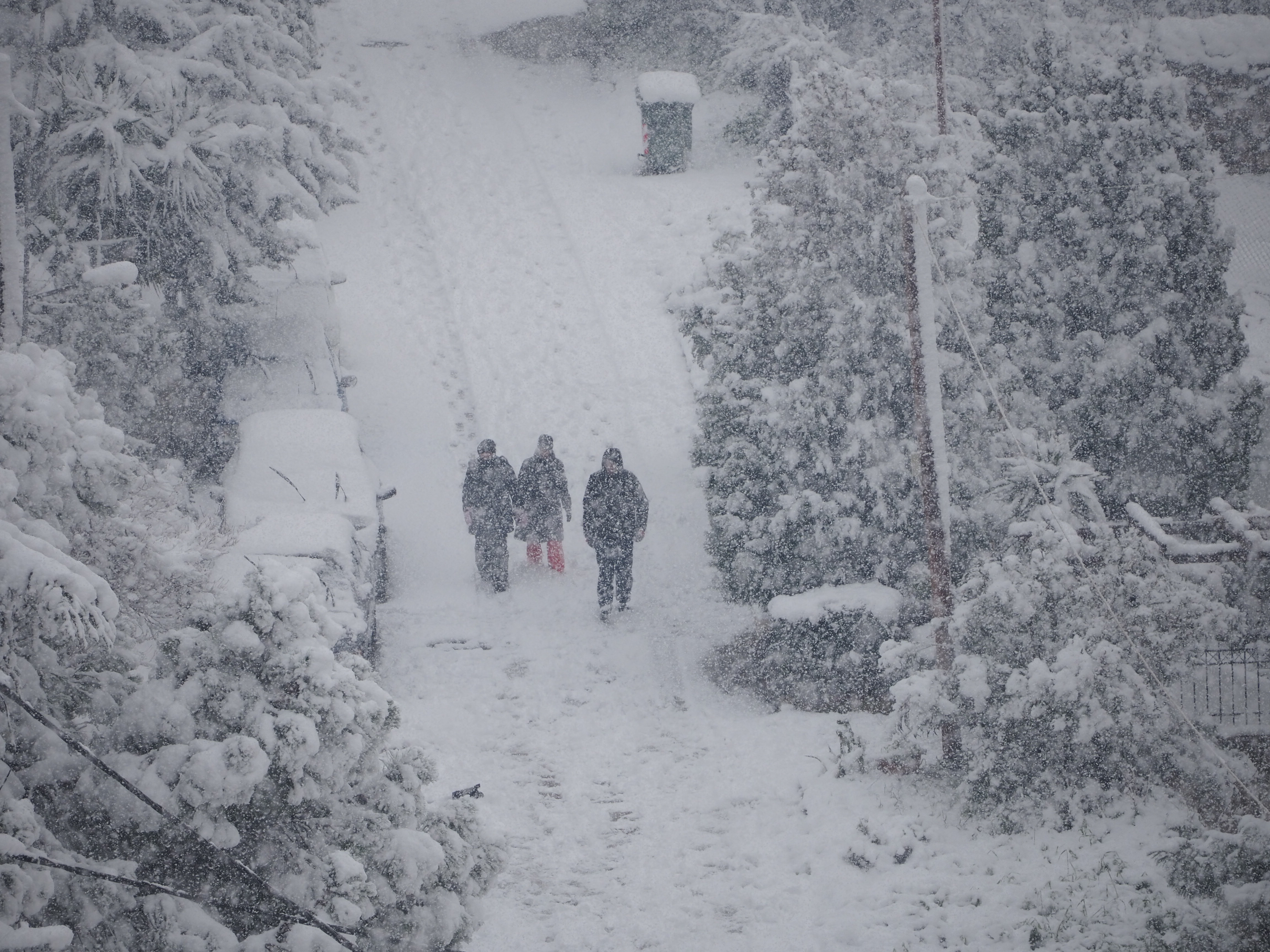
Athènes.

### TempêteMalik
Le 28 janvier, la tempête Malik a été nommée par l'Institut météorologique danois (groupe d'Europe du Nord) alors qu'elle était juste au sud du Groënland. En Finlande et en Allemagne, qui ne font pas partie de ce groupe, il a été nommé Valtteri par l'Institut météorologique finlandais tandis que l'Université libre de Berlin lui a donné le nom de Nadia,. La tempête s'est intensifiée en se dirigeant vers le nord de l'Europe qu'elle atteinte le lendemain. Elle a traversé la mer Baltique le 30 janvier avant de se stabiliser sur l'Europe du Nord-est les jours suivants. Elle s'est finalement dissipée le 3 février.
Au Danemark, une femme de 78 ans est décédée des suites de blessures subies frappée par une porte prise par le vent et qu'elle est tombée. En Allemagne, une personne est morte à Beelitz, frappée par une affiche qui s'était détachée, en Pologne, une personne a été tuée lorsqu'un arbre est tombé sur une voiture en mouvement dans le powiat de Wejherowo et en République tchèque, un ouvrier est mort après avoir été enterré contre un mur. En Écosse, une femme a été tuée par la chute d'un arbre à Aberdeen.
Plus de 680 000 personnes ont perdu l'électricité en Pologne et 40 000 en Suède. En Suède, deux adolescents ont été blessés dans la région de Scania lorsque leur voiture a été heurtée par la chute d'un arbre. Ailleurs, à Malmö de nombreux panneaux de façade du bâtiment Turning Torso sont tombés, à Västra Hamnen une grue d'un chantier de construction s'est renversée et a atterri près d'un arrêt de bus plein de monde, mais personne n'a été blessé. Une deuxième grue s'est renversée dans la ville de Malmö et a atterri sur des voitures en stationnement. Une autre grue s'est renversée à Södertälje, au sud de Stockholm, et a atterri sur un hôpital ne causant que de légers dommages aux fenêtres de la section des soins intensifs. De nombreux arbres sont tombés dans tout le sud de la Suède.
La tempête a également causé des dommages à la côte lituanienne, les autorités locales la qualifiant de pire tempête depuis la Anatol en 1999. Les rafales ont atteint 125 km/h, causant des dommages considérables aux infrastructures de l'Isthme de Courlande.

### TempêteCorrie
L'université libre de Berlin a commencé à suivre une dépression nommée Odette en formation sur l'Atlantique Nord le 29 janvier. Le Met Office l'a nommé Corrie le même jour. Des avertissements de vent furent émis pour l'Écosse et des avis pour le reste du Royaume-Uni et l'Irlande. En France, le département du Nord fut mis en vigilance orange. Les 30 et 31, la tempête a traversé les îles Britanniques tout en devenant intense,. Corrie a ensuite atteint la côte du continent tout en se dissipant.
Une rafale maximale de 92 mi/h (148 km/h) a été enregistrée à Stornoway et sur la côte est de l'Écosse, provoquant des coupures de courant. Aux Pays-Bas, la combinaison de la tempête Corrie et des prévisions de son onde de tempête en mer du Nord a conduit à la décision de fermer l'Oosterscheldekering. Un cargo a percuté un pétrolier au large des côtes dans des vents de 120 km/h.

### TempêteDudley
Dudley a été nommé le 14 février 2022 par le Met Office qui a lancé un avertissement orange sur une partie de l'Écosse et du nord de l'Angleterre pour le mercredi 16 février,,. Le même système a été nommé Ylenia par l'université Libre de Berlin alors qu'il était au large de la côte est de l'Amérique du Nord. À minuit UTC le 17 février, Dudley atteignait le Benelux après être passé sur le nord des îles Britanniques. Continuant vers le nord-est, le système se retrouvait au nord de la Finlande et se dirigeait vers l'océan Arctique le 19 février.
Au Royaume-Uni, la tempête a donné des vents violents allant jusqu'à 130 km/h et de la pluie forte. Les vents ont arraché des arbres et causé des pannes de courant dans certaines parties du pays. Des câbles aériens endommagés à Carlisle ont bloqué toutes les lignes vers Glasgow et Édimbourg.
En Allemagne, des milliers de foyers ont été privés d’électricité, les cours ont été annulés et les réseaux de transports ont été perturbés. À Berlin, l’état d’urgence a été déclaré en raison du grand nombre d’appels reçus par les autorités. Des vents atteignant 180 km/h ont été signalés. Les vagues ont fait exploser les vitres d'un traversier sur l'Elbe, près de Hambourg. Des trombes d'eau ont alors pénétré à l'intérieur, projetant violemment les passagers assis au plus près de la vitre en arrière. Trois personnes ont été blessées.
Au moins 9 tornades furent confirmées en Pologne, causant des dommages aux bâtiments. Près de Gorzów Wielkopolski, un homme est mort lorsqu'un arbre est tombé sur sa voiture. Deux hommes ont été tués lorsqu'une grue de construction est tombée sur eux à Cracovie et deux autres personnes ont été grièvement blessées dans le même accident causé par une tornade. Trois personnes sont décédées en Allemagne, deux en Lituanie et une au Royaume-Uni,,.

### TempêteEunice
La tempête Eunice a été nommée le 14 février par le Met Office. Un avertissement météo orange a été émis le 16 février pour le sud de l'Angleterre, les Midlands et certaines parties du nord de l'Angleterre. Le 17 février, l'Université libre de Berlin a nommé le cyclone extratropical Zeynep, alors qu'il était au milieu de l'Atlantique Nord. L'Institut danois de météorologie a décidé de donner à la tempête le nom de Nora, estimant qu’Eunice serait difficile à prononcer dans les langues scandinaves.
Le Met Éireann a tweeté que la chute de pression rapide pendant la cyclogénèse répondait aux critères de développement explosif,. Les avertissements météorologiques sont donc passés au rouge pour l'Irlande, l'Angleterre et le pays de Galles, ce qui signifie un risque pour la vie humaine. Effectivement, Eunice/Zeynep a atteint l'Irlande vers minuit le 18 février avec une pression centrale de moins de 980 hPa après un creusement de 40 hPa en 24 heures. Elle a même développé un courant-jet d'occlusion signe de vents extrêmes, comme lors de la tempête de 1987. Grâce à une circulation d'altitude rapide, la tempête a traversé le sud des îles Britanniques le même jour et atteint la mer Baltique le 19 février.

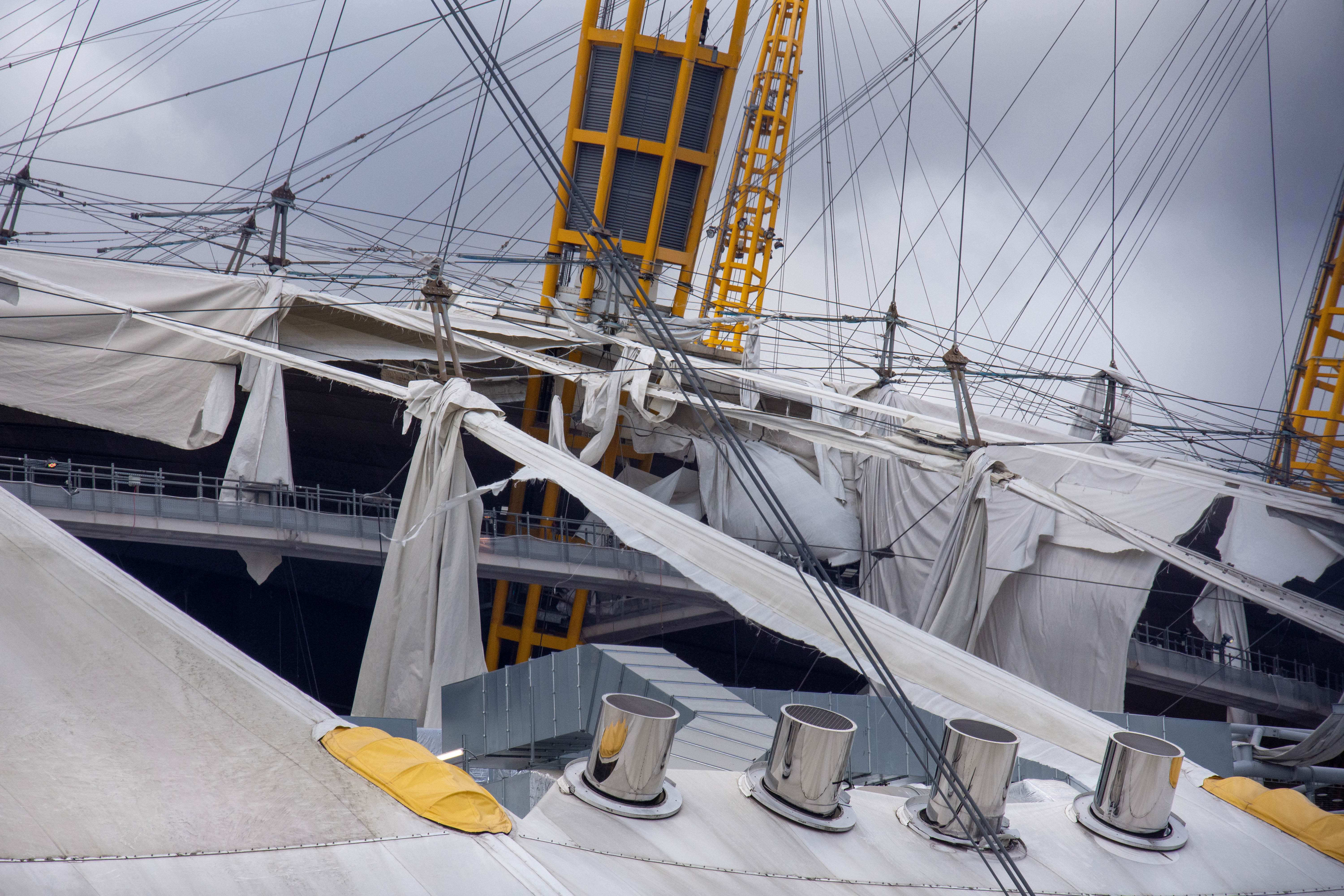
Dégâts au toit en toile de l'O2 Arena à Londres.

La tempête a causé d'énormes dégâts dans toute l'Europe du Nord, des millions de personnes se sont retrouvées sans électricité dans les zones touchées et de nombreuses maisons ont subi des dommages seulement moins de 48 heures après la tempête Dudley. Le Royaume-Uni a été particulièrement touché, avec 1,4 million de personnes sans électricité au pire de la tempête et 360 millions £ de dégâts. Plusieurs autres pays ont été durement touchés par Eunice, principalement par les vents ayant des rafales supérieures à 190 km/h, en particulier à The Needles, île de Wight. Au 20 février, Eunice avait fait 17 morts et de multiples blessés, en plus de causer pour plus de 1,33 milliard € de dommages dont 900 millions € en Allemagne,.
En Allemagne, plus de 1 000 km de voies ferrées ont été endommagés par la chute d'arbres selon Deutsche Bahn. Des centaines de vols, de trains et transbordeurs ont été annulés dans le nord-ouest de l’Europe. À La Haye, aux Pays-Bas, des dizaines de maisons ont été évacuées par crainte de l’effondrement du clocher d’une église. Dans le nord de la France, une trentaine de blessés ont été recensés, dans des accidents de la route, des chutes ou à cause de chutes de matériaux.

### TempêteFranklin
La tempête Franklin (Antonia selon l'université libre de Berlin) a été nommée le 20 février par le Met Office. Le météorologues s'attendaient à ce qu'il apporte des vents violents en Irlande du Nord dans les premières heures du 21 février. Selon le Met Office, depuis 2015 lorsque la dénomination des tempêtes a commencé au Royaume-Uni, c'était la première fois que trois tempêtes étaient nommées sur une période de sept jours, les autres étant Dudley et Eunice. Met Éireann a aussi émis plusieurs avertissements de vent de niveau orange pour les comtés de l'ouest et du nord du pays pour des vents forts, de la pluie, du grésil et des inondations localisées.
Les des vents atteignirent 120 km/h à l’intérieur des terres sur le Nord de la France et 140 km/h sur les côtes le 21 février. Les voies ferrées furent obstruées par des arbres tombés. D'importants dégâts matériels furent signalés et plus de seize mille foyers étaient sans électricité selon Enedis. Le Monde rapporta la mort d'un couple emporté par les flots à Bricqueville-sur-Mer sur la Manche. La station de cap Gris-Nez a enregistré des rafales de 171,4 km/h. Une dépression secondaire s'est formée sur la Méditerranée, donnant des rafales à 171 km/h à l'Île-Rousse en Corse.
Plus de 29 000 foyers et entreprises furent privés d'électricité en Irlande par des rafales allant jusqu'à 139 km/h à la station de Mace Head, Carna (Irlande). Un certain nombre de routes furent bloquées par la chute d'arbres. Au Royaume-Uni, la tempête a provoqué de graves inondations dans certaines parties de l'Irlande du Nord et des avertissements d'inondation furent lancés pour l'Angleterre, l'Écosse et le pays de Galles. Les rafales ont atteint 79 mi/h (127 km/h) au pays de Galles et 87 mi/h (140 km/h) à The Needles sur l'île de Wight.

### TempêteBianca
Une faible dépression s'est formée dans le golfe de Gênes le 24 février. Elle s'est intensifiée et le service météorologique italien l'a nommée Bianca le 25 février. Elle a ensuite traversé le centre de l'Italie et est devenu une tempête entre traversant la mer Ionienne en direction de la Grèce tôt le 27 février. Après avoir traversé le pays, elle s'est retrouvée sur la Turquie, puis la mer Noire où elle s'est dissipée le 2 mars.
Selon Météo-France, Bianca a donnée des rafales de 120 à 140 km/h dans les Apennins et laissé de 10 à 25 cm dans les Abruzzes en Italie. Au niveau de la mer, c'est de la pluie qui est tombée avec 114 mm enregistré au port de Pescara. Passant sur le sud de l’Adriatique, Bianca a produit des vents de bora sur la côte dalmate en Croatie, les rafales étant rapportées au-dessus de 110 km/h avec des pointes à 140 km/h. La neige est tombée des Balkans jusqu’aux rives de la mer Noire laissant 11 cm de neige à Sofia, 6 cm à Sarajevo et plus de 11 cm à Simferopol.
En Grèce, la neige, accompagnée de vents violents, est tombée dans les montagnes de Thessalie et dans le nord du pays. En Macédoine occidentale et centrale, les automobilistes ont été invités à utiliser de chaînes antidérapantes.

### TempêteFilippos
Filippos a été nommée le 8 mars par le service météorologique national hellénique.
La tempête a été caractérisée par une vague de froid et des chutes de neige en Grèce. Le 13 mars, la température la plus basse enregistrée était de −16,8 °C à Mavrolithari en Phocide. Les conducteurs de l'Attique furent invités à utiliser des chaînes et la route nationale Éleusis-Thèbes a été coupée. Les écoles de Macédoine centrale et occidentale, ainsi que celles d'Ioánnina ont été contraintes de fermer.

### TempêteCelia
Une dépression s'est formée le long d'un front froid au large de la péninsule Ibérique le 14 mars à 0 h UTC. Les services météorologiques avaient déjà prévus se développement et envoyé des bulletins d'avertissements dès le 13 mars en la nommant Celia. Le système a été maintenu deux jours au large du Maroc par un anticyclone sur l'est de la Méditerranée, puis a traversé le Maroc et atteint la Tunisie le 18 avant de se dissiper le lendemain.
Le flux de Sud a occasionné par la tempête a transporté de l’air chaud et du sable du Sahara sur tout l'Ouest de l'Europe, causant un ciel orangé et des dépôts au sol et sur la neige. En Espagne, Celia a donné des rafales à 70 km/h et des vagues de quatre mètres à Barcelone. Sur la communauté valencienne, il est tombé de 120 à 150 mm avec Celia. La tempête a ainsi mis fin à la sécheresse affectant la Costa Blanca alors que ses pluies se sont ajoutées à d'autres depuis le début mars, le total à Tollos et Fageca (Comtat), atteignant 400 millimètres du 1er au 18 mars. Par contre, dans la sierra Nevada, il est tombé de la neige en abondance.
Vents et tempête de sable ont affecté les îles Canaries le 14 mars.

### TempêteCiril
La dépression Katharina fut repérée dès le 29 mars par l'Univerisité libre de Berlin sur l'ouest de la Méditerranée. La tempête fut renommée Ciril le 30 mars par le groupe central méditerranéen et poursuivit les jours suivants vers le nord-est, passant sur le nord de l'Italie, les Balkans avant d'atteindre la Russie le 4 avril et de se dissiper le lendemain.
Selon le service météorologique espagnol (Aemet), la tempête apporta de l'air très froid du nord vers la péninsule Ibérique et les Baléares, donnant des chutes de neige en montagnes. Les vents et les vagues ont causé une forte érosion des plages dans la région de l'Andalousie.

### TempêteDiego
Le 6 avril, l'université libre de Berlin a commencé à suivre la dépression Ortrud au milieu de l'Atlantique alors que Météo-France la nommait tempête Diego,. Cinq départements français sont placés en vigilance orange par Météo-France entre le sud de la Bretagne et la frontière est du pays,. La tempête a traversé la France le 8 avril puis s'est rapidement dirigée vers le nord-est pour être absorbée par une autre dépression tôt le 11 avril sur le nord de la Scandinavie. Le système s'est ensuite dirigé vers l'Arctique.
La tempête a balayé la France d'Est en Ouest alors que les fortes pluies n'ont effleuré que la côte sud de l'Angleterre. Ses vents, atteignant 115 km/h à Clermont-Ferrand, ont causé des bris qui ont coupé le courant à 70 000 foyers en France. Sur le nord de la Lorraine et sur la Moselle la neige a forcé l'arrêt des transports en commun de Metz. En Meurthe-et-Moselle, de fortes pluies dans le secteur de Pont-à-Mousson ont causé des inondations. La chute d'arbres a brisé la caténaire d'un train de la ligne du TGV Paris-Bordeaux près de Joué-lès-Tours et 450 voyageurs sont restés dans le train durant 5 heures avant d'être évacués. À Saint-Laurent-d'Arce en Gironde, la chute d'un arbre sur une maison mobile a grièvement blessé un homme. Par contre dans le sud du pays, avec l'effet de Foehn, Nice sur la Côte d'Azur a battu son maximum record d'avril avec 26,1 °C sous le Soleil.
En Suisse, les rafales de 80 à 100 km/h ont été assez répandues dans le pays, allant même jusqu'à 140 et 153 km/h au sommet de l'Uetliberg et du Säntis selon MétéoSuisse,. Les vents ont causé des problèmes à l'atterrissage dans les aéroports et à Waldenburg, un glissement de terrain a rempli de rochers une section de la route principale mais personne n'a été blessé.

### TempêteEvelyn
La tempête Evelyn a été nommée le 7 avril par le bureau météorologique portugais, l'Instituto Português do Mar e da Atmosfera alors qu'elle était sur l'ouest de l'Atlantique (nommée Pamela par l'université libre de Berlin). Le système s'est fortement intensifié les jours suivants en traversant l'océan mais s'est ensuite affaibli à partir du 11 avril au large de l'Irlande. Le 13, la dépression est devenue un creux barométrique entre la côte française et la mer du Nord.
Selon le service météorologique espagnol, le front associé à la dépression a traversé la péninsule Ibérique d'ouest en est, donnant des précipitations généralisées accompagnées d'orages sur le versant atlantique. Une baisse notable des températures dans le tiers ouest de la péninsule a permis des chutes de neige au-dessus de 2 000 m. En France, le vent d'Autan à l'avant du front a donné des rafales de 60 à 70 km/h sur le Lauragais et jusqu'à 90 km/h au pied de la Montagne noire selon Météo-France. Les vents du sud ont également apporté du sable du Sahara laissant des dépôts et causant un ciel ocre de l'Espagne au Benelux en passant par le Centre et l’Île-de-France.

### Tempête post-tropicaleAlex
La tempête tropicale Alex est passée au nord des Bermudes le 6 juin au matin et s'est transformée en cyclone extratropical en fin de journée. L'ex-Alex s'est ensuite dirigé vers le nord-est et il est passé entre l'Écosse et l'Islande les 10 et 11 juin avant de se dissiper au large de la côte norvégienne le 13. Son principal effet fut de donner des rafales jusqu'à 90 km/h et des bandes de fortes averses ou d'orages sur le nord des îles Britanniques et les îles Féroé,. Des pointes de vent de 131,6 km/h ont même été signalés sur la montagne Aonach Mòr en Écosse, et de plus de 100 km/h sur le pic Great Dun Fell dans le nord de l'Angleterre,. Sur la côte sud de l'Islande, les vents de 70 km/h avaient des rafales locales plus intenses.

### TempêteGenesis
Les autorités grecques ont mis en garde dès le 8 juin de la formation de la tempête Genesis sur l'est de la mer Méditerranée. Elle apparait le 9 juin entre l'Italie et la Grèce puis passe sur Chypre et l'Anatolie avant de se dissiper plus à l'Est,. Selon le Service météorologique national hellénique, le front froid qui lui est associé devait donner de fortes pluies et orages accompagnés de grêle et de vents violents,. À Chypre, le service météo a également mentionné des averses et des orages isolés avec de la grêle dans certaines régions.
Les orages ont endommagé les cultures, inondé des routes et produit des centaines d'appels de secours de civils en Grèce, de la Thrace, à la Macédoine et à l'Attique. De la grêle d'une durée sans précédent a été signalée dans la plaine et les montagnes de Thessalie. Parmi les villes les plus touchées par les inondations figuraient Kavala et Xanthi, ainsi que la périphérie d'Athènes.
À Chypre, les célébrations pour le festival du Déluge (Kataklysmos) ont été perturbés par Genesis le 13 juin. Larnaca a ainsi connu de fortes pluies et de la grêle alors que les températures ont chuté de 10 °C par rapport à la semaine précédente. Le front froid a aussi affecté le sud des Balkans et certaines parties de la Turquie.

## Systèmes hors nomenclature
- Les 23 et 24 septembre, une tempête nommée Tim par l'Université libre de Berlin (ULB) a causé la mort de deux personnes en Allemagne et en Pologne[257],[258] ;
- Début novembre 2021, les restes post-tropicaux de Wanda ont été absorbés par le front froid d'une tempête des latitudes moyennes, appelée Stephane par l'ULB, se dirigeant vers le Royaume-Uni et l'Irlande[259]. Le 9 novembre, Stephane a touché les pays d'Europe du Nord et a provoqué de fortes chutes de neige et de pluie ;
- Le 19 novembre, une tempête appelée Volker par l'ULB s'est déplacée à travers la Pologne, tuant une personne, en blessant deux et une dernière fut portée disparue[260],[261] ;
- Le 28 novembre, le système nommé Benedikt par l'ULB est née d'une reformation secondaire en Méditerranée de la tempête Arwen[92]. Des rafales allant jusqu'à 130 km/h, liées au passage de son front froid, ont causé de graves dégâts à Istanbul. Des dégâts ont également été signalés dans d'autres parties de la Turquie, de la Grèce, de l'Ukraine et dans certaines parties de la Russie[262],[263],[264]. Deux personnes ont été blessées à Sébastopol, en Ukraine[265]. Au moins sept personnes sont mortes en Turquie et 46 ont été blessées[266],[267],[268] ;
- Le 1er décembre, une tempête nommée Daniel par l'ULB s'est déplacée sur le nord de l'Allemagne, tuant une personne[269] ;
- Le 11 janvier, une tempête qui avait traversé l'Atlantique Nord, nommée Gyda par le service météorologique de Norvège et Elsa par l'ULB, a touché la Norvège[270],[271]. Des accumulations de pluie de 80 à 175 mm ont été signalées ainsi que des vents violents. Le système a ensuite affecté la Suède, la Finlande et la Russie au cours des jours suivants[272] ;

### Liens connexes
- Liste des tempêtes européennes
- Saison des tempêtes hivernales en Europe de 2020-2021